# جسر متحرك

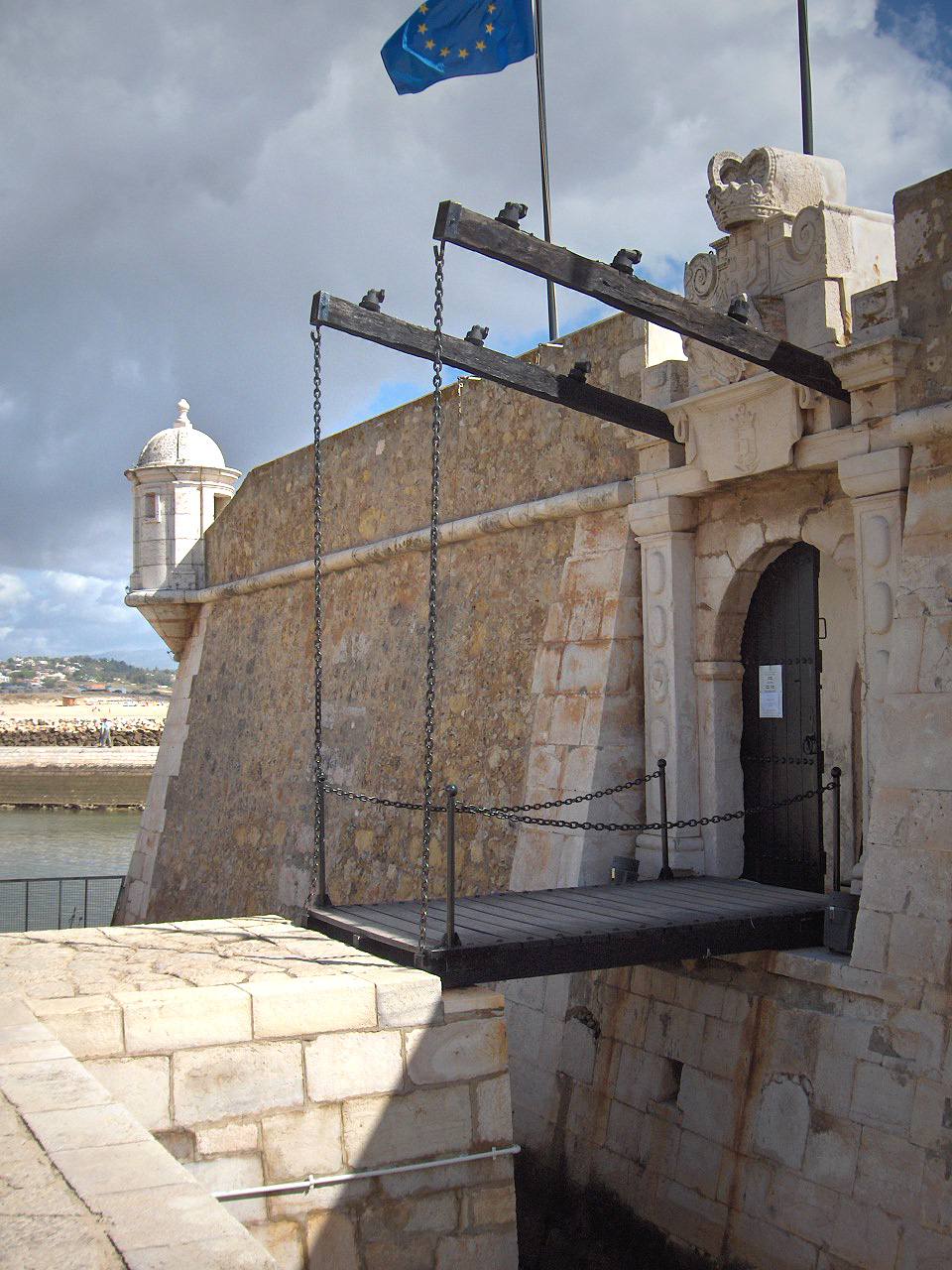
جسر متحرك في البرتغال

الجسر المتحرك هو معبر من الخشب متحركة، مكانه عند مدخل الحصن ، يُرفع ويُخفض بالسلاسل والحبال. وهو أحد أنواع الجسور القابل للحركة يسمح بمرور القوارب عبر حركته. يتميّز تصميمه بأنه له نهايتين غير ثابتتين بعكس الجسور المائلة.